# كتاب ونشيستر

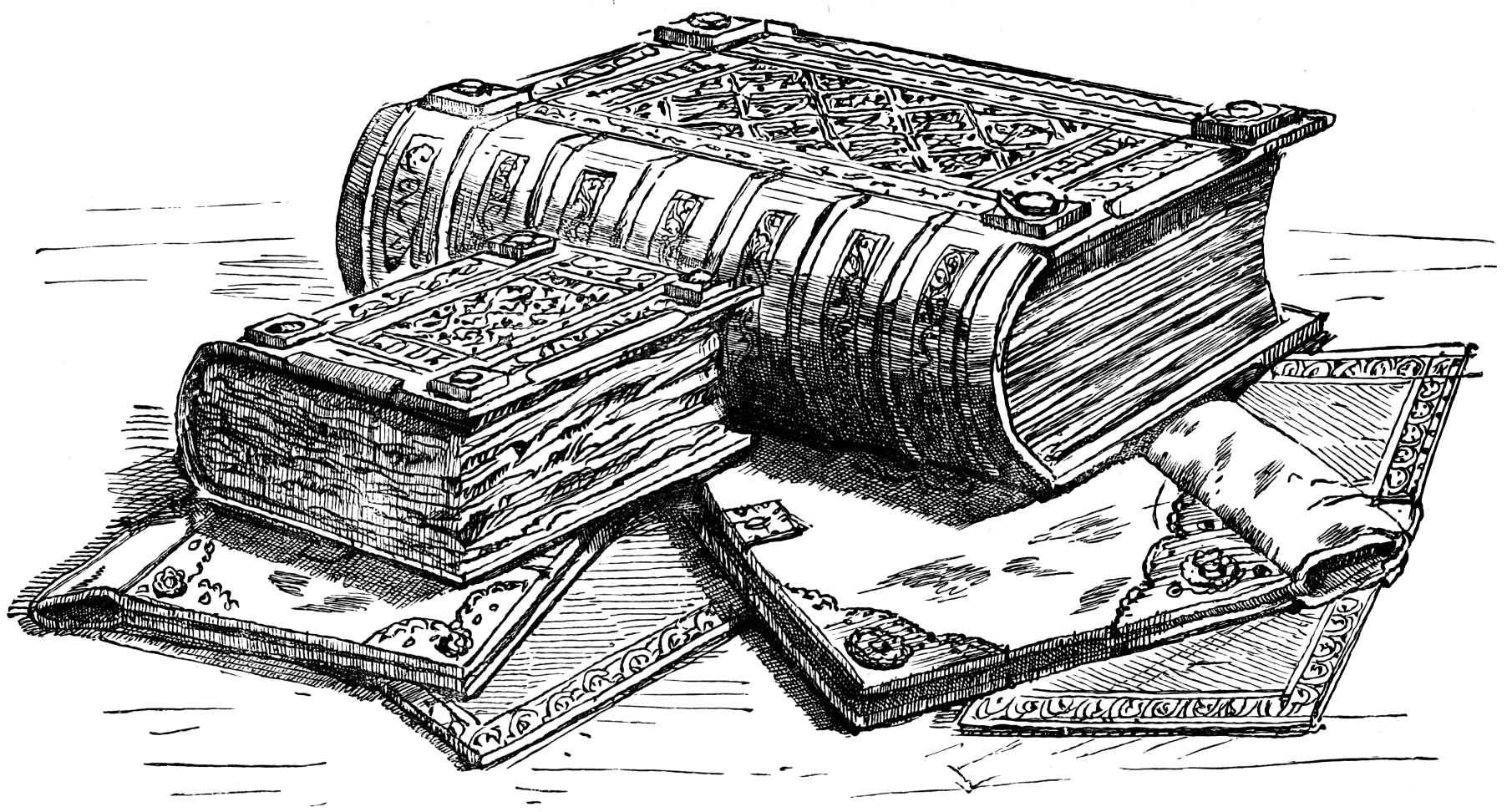

كتاب ونشستر (بالإنجليزية: Winchester) والمعروف أيضا بكتاب دوميزدي(بالإنجليزية: Domesday) ومعناها كتاب يوم الحساب  هو عبارة عن كتاب فيه أول مسح جغرافي للمدن والبلدات في إنجلترا. تم وضع الكتاب في عهد وليام الأول من إنجلترا. بالإضافة للمسح، كان الكتاب عبارة عن كشف شامل عن العقارات والأملاك والأراضي في مملكته.تم الأمر بكتابته من قبل الملك وليام عام 1085 م وتم الانتهاء منه عام 1086 م. في أغسطس 2006 وضع الأرشيف الوطني البريطاني نسخة إلكترونية من الكتاب على موقعه على الإنترنت.

## المحتوى والتنظيم
يشمل كتاب دوميزدي على عملين مستقلين (في الأصل، مجلدين فعليين) مجلد «دوميزدي الصغير» (يغطي نورفك وسافولك وإسكس) و«مجلد دوميزدي الكبير» (يغطي معظم الجزء المتبقي من إنجلترا - باستثناء الأراضي في الشمال أصبح ذلك فيما بعد واستمورلند وكمبرلاند ونورثمبرلاند، ومقاطعة بالاتين في دورهام - والأجزاء من ويلز المتاخمة والمشمولة ضمن المقاطعات الإنجليزية). لم تُجر أية استطلاعات حول مدينة لندن أو وينشستر أو بعض المدن الأخرى، ربما بسبب كونها معفاة من الضرائب. مناطق أخرى من لندن الجديدة كانت ضمن ميدلسكس وكنت وإسكس إلخ، وشملها كتاب دوميزدي. معظم كمبرلاند وواستمورلند غائبة. مقاطعة دورهام غائبة أيضًا لأن الحق في فرض الضرائب عليها كان حصريًا لأسقف دورهام (ويليام دي ست كاليه)؛ بالإضافة إلى ذلك، تمت تغطية أجزاء من شمال شرق إنجلترا في كتاب بولدون في عام 1183، حيث جُدولت المناطق الخاضعة للضريبة من قبل أسقف دورهام. لم يُفسر إغفال المقاطعات والبلدات الأخرى بشكل كامل، بخصوص كمبرلاند واستمورلند فلم يكن قد تم انتزاعهما بالكامل بعد حينئذٍ.
«دوميزدي الصغير» سمي كذلك لأن حجمه أصغر من نظيره - يحوي مسحًا مفصلًا بشكل أكبر يصل إلى أعداد الماشية. ربما كان بمثابة محاولة أولى أسفر عنها قرار لتجنب مثل هذا المستوى من التفصيل في مجلد «دوميزدي الكبير».
يٌنظم كلا المجلدين في سلسلة من الفصول (حرفيًا «عناوين»، من الكلمة اللاتينية، «عنوان») مجدولةً الضرائب (رسوم الفارس أو إقطاعاته، مطابقة إلى حد كبير لضيعة الإقطاعي)، التي حجزها المستأجر الرئيس المُعين من قبل الملك (الذي يمثل أعلى طبقة من المجتمع الإقطاعي النورماندي تحت مرتبة الملك)، أي المؤسسات الدينية والأساقفة وأقطاب المحاربين النورمانديين وعدد قليل من الثَّيْن الساكسونيين الذين عقدوا سلامًا مع نظام الحكم النورمندي.  حجز بعض أكبر هذه الأقطاب مئات الضرائب، في أكثر من مقاطعة في بعض الحالات. على سبيل المثال، يسرد قسم من فصل ديفون بأن بالدوين فيتز غيلبرت، وضع قائمة مكونة من مائة وستة وسبعين من الممتلكات التي حُجزت من قبله. احتُجز عدد قليل فقط من ممتلكات الأقطاب الكبيرة في ديميسن، ومنٌحت كإقطاعيات للفرسان، وهم بالعموم أتباع عسكريون للمستأجر الرئيس (غالبًا كان مستأجروه الإقطاعيون من نورماندي)، الذي أصبح بذلك سيدهم الأعلى. عادةً ما تُطلب الرسوم المدرجة في الفصل المتعلق بمستأجر رئيس معين، ولكن ليس بطريقة نظامية أو صارمة، من قبل محكمة المائة تحت سلطة القضاء في مكان وجودهم، وليس تبعًا للموقع الجغرافي. بإلقاء نظرة على الضرائب المستحقة، فقد كانت مكروهةً بشكل كبير.
افتُتحت قائمة كل مقاطعة بأراضي الملك الخاصة، والتي ربما كانت موضوع تحقيق منفصل. في ظل النظام الإقطاعي، كان الملك هو «المالك» الحقيقي والوحيد للأراضي في إنجلترا، بحكم حقه الشرعي بالإرث العقاري. وهكذا كان السيد الأعلى النهائي، وحتى أعظم قطب لم يكن بوسعه أكثر من «أن يحتفظ» بالأرض منه بمثابة مستأجر (من الفعل اللاتيني يستأجر) بموجب أحد العقود المتنوعة لحيازة الأراضي الإقطاعية. تلا ذلك ممتلكات الأساقفة، ثم الأديرة والمجمعات الدينية، ثم ممتلكات المستأجرين الرؤساء العلمانيين وأخيراً رقباء الملك (خدمه)، والثّْين السكسونيين الذين نجوا من الغزو، كل ذلك بترتيب هرمي.
في بعض المقاطعات، شكلت واحدة أو أكثر من المدن الرئيسية موضوعًا لقسم منفصل: في بعضها عُولجت الكلاموريز (ملكية الأراضي المتنازع عليها) أيضًا بشكل منفصل. ينطبق هذا المبدأ بشكل خاص على المجلدات الأكبر: ففي المجلدات الأصغر، يكون النظام أكثر فوضويةً، والتنفيذ أقل جودة.
سمى الدوميزدي ما مجموعه 131418 من الأماكن. بصرف النظر عن كامل الأجزاء الريفية، والتي تشكل الجزء الأكبر منه، يحتوي الدوميزدي على مداخل ذات أهمية حول معظم البلدات، والتي ربما وُضعت بسبب تأثيرها على الحقوق المالية للتاج فيها. وتشمل هذه أجزاء من الوصايا (اتفاقيات عرفية قديمة)، وسجلات الخدمة العسكرية المستحقة والأسواق ودور سك العملة وما إلى ذلك. كان يحق للتاج مستحقات عينية قديمة، مثل العسل، من المدن ومن مجمل المقاطعات، ومن العديد من أماكن سيادته القديمة.
وفقا لكتاب دوميزدي، فإن أكثر من عشرة في المئة من سكان إنجلترا في عام 1086 كانوا عبيدًا.